# Arrestbygningen ved råd- og domhuset
Arrestbygningen ved råd- og domhuset er et maleri fra guldalderen af den danske kunstner Martinus Rørbye fra 1831. Maleriet viser folkelivet ved bagsiden af Råd- og Domhuset ved Nytorv i København indrammet af buen over Slutterigade.
Arkitekten C.F. Hansen nyklassiske bygning var opført omkring 15 år tidligere. Statens Museum for Kunst (SMK) karakteriserer den afbillede bygning med: "C.F. Hansens fængselsbygning er et hovedværk i guldalderbyggeriet: Et stykke 'talende' arkitektur, som med sit strenge udseende skulle indgyde borgeren frygt for enhver forbrydelses konsekvenser," og påpeger at den arkitektoniske ramme anslår "den opbyggelige tone" i maleriet.
Slutterigades buer rammer billedet ind. Omkring 15 år tidligere havde den danske maler C.W. Eckersberg malet sit nu kulturkanoniserede værk Udsigt gennem tre af de nordvestlige buer i Colosseums tredje stokværk hvor Colosseums buer rammede hans billede ind.
Rørbyes billede viser en række forskellige små optrin. I venstre side ses en siddende ældre kvinde flankeret af en dreng og en yngre kvinde. Den ældre kvindes vægtskål er fortolket som en hentydning til Justitias vægtskål.
Solens skygge skærer igennem den yngre kvinde.
Til højre for midten ses et optrin med tre mænd, hvor en yngre mand beder en ældre pengeudlåner om penge, mens den tredje advarende peger mod gældsfængslet.
Solens skygge falder på væggen bag ved den yngre mand.
Bag dem ses en person kiggende fra skyggesiden ud af arrestens tremmer.
I den skyggebelagte forgrund ses en hund og en kappeklædt mand, der bærer en lygte, selv ved højlys dag:
en misantrop.
Centralt i billedet er placeret en hvidbukset solbeskinnet mand, om hvem SMK skriver "den unge laps i midten af billedet med hånden i den bulende bukselomme ser lystent efter den unge mor til højre".
Imellem den hvidbuksede mand og misantropen ses en skorstensfejer svøbt i sort.
Til højre i billedet har Rørbye placeret en soldat foran et rødt skilderhus. Bagved skilderhuset står en stige og yderst til højre er Rørbyes signatur og årstallet 1831.
Flere af baggrundens personerne er rygvendte, og de fleste personer bærer hovedbeklædning.
Rørbyes øjepunkt har været på hjørnet af Kattesundet og Lavendelstræde med blikket rettet tværs over Kattesundet/Hestemøllestræde til Slutterigade.
Sammenlignes Rørbyes billede med nutidens område ses, at ikke meget er ændret. Et vejskilt, et gadenavneskilt og gadelygter er kommet op. Skilderhuset er forsvundnet og vejbelægningen er ændret.
Rørbye var blandt de københavnske kunstnere, der begyndte med folkelivsbilleder.
Rørbye var året før i 1830 på rejse med H.C. Andersen i Jylland.
Fra denne rejse stammer andre folkelivsbilleder, tegning med blyanter og akvarel med titlen Scene fra torvepladsen i Thisted fra 2. juli 1830.
Han malede arresthusbilledet i oktober-november 1831 og gav det oprindeligt titlen Passagen ved Raadhuset.
Maleriet er udført som olie på lærred og måler 63 x 47.5 cm.
Året før i januar 1830 havde han malet billedet Et Møde ved Raad- og Domhuset fra den anden side af Domhuset, hvor også en skorstensfejer, en hund, en soldat og et skilderhus indgår.
Rørbye fik maleriet solgt den 4. maj 1832 til kong Frederik VI for 100 Rigsdaler.
Senere overgik det til Statens Museum for Kunst, hvor det nu hænger i rum 219 blandt anden guldalderkunst.
Billedet er tilgængeligt via Google Cultural Institute (Google Art Project).
I forbindelse med projektet blev værket som en af over hundrede kunstværker digitaliseret og et højopløsligt foto lagt under Creative Commons licensen CC-BY.
I denne ombæring blev også et højopløsligt foto af Rørbyes maleri Udsigt fra kunstnerens vindue frigivet, — et menneskeløst maleri med udsigt over en lille del af Københavns havn.
Statens Museum for Kunst ejer også flere forstudier til billedet.
Et forstudie er en tegning på 21 x 24 centimenter og optegner bygningen med en enlig soldat og en dreng. De to ses ikke på det endelige maleri.
Et andet forstudie fik SMK som gave i 1989 og er en tegning på 227 x 322 millimeter som forestiller folkene der indgår i det færdige maleri.

## Link
- Martinus Rørbye (1803-48), Arrestbygningen ved råd- og domhuset, 1831 Arkiveret 11. december 2013 hos  Wayback Machine, SMK's præsentation af deres billede.